# Chvalnov-Lísky
Chvalnov-Lísky é uma comuna checa localizada na região de Zlín, distrito de Kroměříž.